# Eleonora Buratto
Eleonora Buratto é uma cantora soprano de ópera italiana. Nascida e criada em Mântua, ela é teve pós-graduação do Conservatorio Lucio Campiani, o conservatório de Mântua.

## Recepção
Andrew Patner no Chicago Sun-Times, a revisão do Muti do desempenho de Bach Missa em si menor , em Chicago, em abril de 2013, em que Buratto era um solista, escreveu ela que ela não "demonstrar qualquer ligação pessoal com o essencial da poesia" da música. Eduardo Benarroch encontrado para mostrar "mais do que promessa", como Nanetta em Verdi Falstaff em Zubin Mehta , em Salzburgo, em julho do mesmo ano.
Ela 2016 Metropolitan Opera estréia como Norina na Donizetti Don Pasquale foi bem recebido.

## Discografia
- Eu devido Figaro, Xavier Mercadante. Riccardo Muti, Philharmonia Chor Wien, A Orquestra Giovanile Luigi Cherubini. 2012
- Ariadne auf Naxos, de Richard Strauss. Daniel Harding, Wiener Philharmoniker. DVD, 2012
- Falstaff, De Giuseppe Verdi. Zubin Mehta, Wiener Philharmoniker. DVD 2013.